# John Crocker
John Tredinnick Crocker (4 janvier 1896 - 9 mars 1963) est un général de l'Armée britannique, commandant de corps pendant la Seconde Guerre mondiale.

## Première Guerre mondiale
Plus d'un an après le début de la Première Guerre mondiale, qui a commencé en août 1914, Crocker s'est engagé dans l'armée britannique en tant que simple soldat dans les Artists Rifles, un corps de formation pour officiers potentiels, en novembre 1915. Il a été commissionné en tant que sous-lieutenant temporaire dans le Machine Gun Corps (MGC) le 26 janvier 1917. Il a eu une carrière distinguée pendant la guerre et en avril et juillet 1918, il a été décoré, respectivement, de la Military Cross (MC) et de l'Ordre du service distingué (DSO). Après avoir suivi une formation à l'école de mitrailleurs de Grantham, dans le Lincolnshire, Crocker rejoint la 174e compagnie de mitrailleurs, qui fait partie de la 59e division (2e North Midland), une formation de la Force territoriale (TF) servant alors dans les tranchées du front occidental dans le cadre du Corps expéditionnaire britannique (BEF). Il a combattu avec sa compagnie, qui, au début du mois de mars 1918, a été intégrée au 59e bataillon de mitrailleuses, lors de la bataille de Passchendaele (également connue sous le nom de troisième bataille d'Ypres) au milieu de l'année 1917 et lors des offensives de printemps de l'armée allemande en 1918. Il est promu au grade temporaire de lieutenant le 26 juillet 1918.

## Seconde Guerre mondiale

### Europe du Nord-Ouest
Crocker retourna en Angleterre en mai après que le QG de son IXe Corps ait été dissous et qu'il soit resté temporairement sans emploi. À son retour en août, il se voit confier, sur recommandation d'Alexander à Brooke, le commandement du Ier Corps au début du mois d'août. Crocker succède au lieutenant-général Gerard Bucknall, qui avait demandé à être rétrogradé au rang de major-général temporaire pour commander une division à l'étranger.
Le Ier Corps de Crocker devait faire partie de la deuxième armée britannique, alors sous les ordres de son ancien commandant en Afrique du Nord, le lieutenant-général Sir Kenneth Anderson (remplacé en janvier 1944 par le lieutenant-général Miles Dempsey), qui s'entraînait en vue de l'opération Overlord, l'invasion alliée du nord de la France. Crocker est aidé tout au long de sa mission par son officier supérieur, Philip Balfour. Malgré l'expérience de Crocker en matière de guerre blindée, le Ier Corps est essentiellement une formation d'infanterie, mais le général Sir Bernard Montgomery, commandant des forces terrestres alliées pour le jour J et la bataille de Normandie du 21e groupe d'armées, a confiance dans les capacités d'organisation de Crocker et confie au Ier Corps la tâche difficile de s'emparer de la ville de Caen. Pour les débarquements, le Ier Corps avait sous son commandement la 3e Division canadienne, soutenue par la 2e Brigade blindée canadienne, et la 3e Division britannique du major-général Tom Rennie, soutenue par la 27e Brigade blindée, et la 6e Division aéroportée du major-général Richard Gale. Le jour J, le 6 juin 1944, Crocker avait une tâche plus importante que tout autre commandant de corps allié : il devait contrôler deux plages de débarquement (Juno et Sword) et un assaut aéroporté. Le fait que, malgré d'inévitables contretemps, les débarquements se soient si bien déroulés témoigne de la planification de Crocker.
Cependant, Caen ne tombe pas le jour J comme prévu, bien qu'un bataillon de la 3e division britannique fasse une tentative énergique avant d'être repoussé par la 21e division Panzer. Au lieu de cela, le corps de Crocker prend part à la sanglante bataille de Caen, qui dure deux mois, y compris l'opération Charnwood, dont le commandement est toujours assuré par la 3e division canadienne et la 3e division britannique (cette dernière étant désormais placée sous le commandement du major-général Lashmer Whistler après la blessure de Rennie), ainsi que par la 59e division du major-général Lewis Lyne. L'opération débute le 7 juillet et, après de violents combats, s'empare de la majeure partie du centre-ville de Caen, bien que les Allemands tiennent encore la moitié sud. Le colonel Hermann-Eberhard Wildermuth, responsable des opérations allemandes, demande instamment l'évacuation des civils, mais seuls 10 000 d'entre eux partent, Crocker ayant refusé la proposition. La dévastation qui s'ensuivit ne concerna pas les troupes de Wildermuth, mais surtout la population civile, alors que les troupes allemandes se trouvaient déjà à la périphérie.
Le corps, qui perd peu après la 3e division et gagne en échange la 49e division du major-général Evelyn Barker, passe sous le commandement de la Première armée canadienne du lieutenant-général Harry Crerar. En août 1944, le 1er corps avance jusqu'à la Seine et prend part aux opérations peu glorieuses de nettoyage le long des côtes françaises et belges. Les relations entre Crocker et Crerar ne sont pas toujours cordiales. Ce dernier, peu après avoir placé le Ier Corps de Crocker sous le commandement de la Première Armée, tente de limoger Crocker et de le remplacer par les lieutenants-généraux Neil Ritchie (GOC XIIe Corps) ou Gerard Bucknall (GOC XXXe Corps). Cependant, Montgomery, commandant du 21e groupe d'armées, l'emporte sur Crerar, bien que les relations s'améliorent par la suite,.
Voir Bombardement du Havre.
Lorsque de graves pénuries d'effectifs britanniques entraînent la dissolution de deux divisions d'infanterie (la 59e (Staffordshire) et la 50e (Northumbrian)) à la fin de 1944, le QG du I Corps est retiré de la ligne de front pour prendre en charge l'administration des zones arrière du 21e Groupe d'armées en Allemagne lors de son avancée au-delà du Rhin en mars 1945. Crocker est fait chevalier commandeur de l'Ordre de l'Empire britannique (KBE) en octobre 1944 pour sa performance lors de l'invasion de la Normandie et de ses suites. En juin 1945, alors que la guerre en Europe est terminée, Crocker retourne au Royaume-Uni pour prendre en charge le Southern Command du lieutenant-général Sidney Kirkman, qui a pris en charge le I Corps. Pour ses services en Europe du Nord-Ouest, il est cité deux fois dans les dépêches, le 9 août 1945 et une nouvelle fois le 8 novembre.
Le fils de Crocker, Wilfrid, officier de cavalerie servant dans les 5th Royal Inniskilling Dragoon Guards, alors équipés de chars Cromwell et faisant partie de la 7th Armoured Division, fut tué au combat le 20 octobre 1944 lors de la bataille de 's-Hertogenbosch aux Pays-Bas.

### Après-guerre
Il resta deux ans au poste de commandant en chef du commandement sud, jusqu'à ce qu'en 1947, il devienne commandant en chef des forces terrestres du Moyen-Orient, succédant au lieutenant-général Sir Miles Dempsey pendant les dernières phases de l'urgence palestinienne. Il fut promu chevalier commandeur de l'ordre du Bain (KCB) dans les honneurs de l'anniversaire de 1947. En 1950, la longue carrière militaire de Crocker culmina avec sa nomination au poste d'adjudant général des forces armées.
Créé Chevalier Grand-Croix de l'Ordre du Bain (GCB) le 10 juin 1948, Crocker prend sa retraite de l'armée le 29 septembre 1953. Son grade permanent avait été porté à celui de lieutenant-général en octobre 1945 et il fut promu au grade de général le 6 mars 1947. Outre les distinctions britanniques qu'il avait reçues, Crocker fut également honoré par le gouvernement néerlandais en 1947 pour ses services en Europe du Nord-Ouest en étant nommé grand officier de l'Ordre d'Orange-Nassau avec épées.
En 1948, Montgomery recommande Crocker pour lui succéder au poste de CIGS, mais le Premier ministre de l'époque, Clement Attlee, nomme le général Sir William Slim, mieux connu et plus gradé, qui avait commandé la Quatorzième armée lors de la campagne de Birmanie pendant la guerre, à la grande contrariété de Montgomery. [La contribution la plus importante de Crocker après la guerre a été de rédiger les manuels d'entraînement qui ont défini la doctrine de l'armée britannique en matière de guerre blindée pendant les années de la guerre froide. Crocker a occupé un certain nombre de postes honorifiques pendant les années d'après-guerre, notamment celui d'aide de camp du roi (1948 à 1951), de colonel commandant du Royal Tank Regiment (1949) et de colonel honoraire du Royal Armoured Corps (1949).
Après avoir pris sa retraite, il devient vice-président de l'Imperial War Graves Commission et Lord Lieutenant du Middlesex, poste qu'il occupe de 1961 à sa mort, le 9 mars 1963, à l'âge relativement jeune de soixante-sept ans. Il est également membre de la Royal Patriotic Fund Corporation. 

## Distinctions
- Chevalier grand-croix de l'ordre du Bain